# روبرت درايسديل
روبرت درايسديل (بالبرتغالية: Robert Drysdale‏) هو فنان قتال مختلط برازيلي، ولد في 1981 في بروفو في الولايات المتحدة.

## وصلات خارجية
- الموقع الرسمي
- روبرت درايسديل على موقع يو إف سي (الإنجليزية)
- روبرت درايسديل على موقع شيردوغ (الإنجليزية)
- روبرت درايسديل على موقع IMDb (الإنجليزية)